# Гоупвелл Тауншип (округ Мерсер, Нью-Джерсі)
Гоупвелл Тауншип (англ. Hopewell Township) — селище (англ. township) в США, в окрузі Мерсер штату Нью-Джерсі. Населення — 17 491 особа (2020).

### Клімат
| Клімат : Гоупвелл Тауншип    | Клімат : Гоупвелл Тауншип | Клімат : Гоупвелл Тауншип | Клімат : Гоупвелл Тауншип | Клімат : Гоупвелл Тауншип | Клімат : Гоупвелл Тауншип | Клімат : Гоупвелл Тауншип | Клімат : Гоупвелл Тауншип | Клімат : Гоупвелл Тауншип | Клімат : Гоупвелл Тауншип | Клімат : Гоупвелл Тауншип | Клімат : Гоупвелл Тауншип | Клімат : Гоупвелл Тауншип | Клімат : Гоупвелл Тауншип |
| Показник                     | Січ.                      | Лют.                      | Бер.                      | Квіт.                     | Трав.                     | Черв.                     | Лип.                      | Серп.                     | Вер.                      | Жовт.                     | Лист.                     | Груд.                     | Рік                       |
| Середній максимум, °C        | 4,2                       | 6,0                       | 10,6                      | 17,3                      | 22,6                      | 27,7                      | 30,1                      | 29,1                      | 25,2                      | 19,0                      | 12,9                      | 6,7                       | 17,7                      |
| Середня температура, °C      | −0,4                      | 1,1                       | 5,2                       | 11,2                      | 16,4                      | 21,7                      | 24,3                      | 23,4                      | 19,3                      | 12,9                      | 7,7                       | 2,2                       | 12,2                      |
| Середній мінімум, °C         | −4,9                      | −3,8                      | −0,2                      | 5,1                       | 10,2                      | 15,7                      | 18,5                      | 17,7                      | 13,4                      | 6,9                       | 2,4                       | −2,3                      | 6,6                       |
| Норма опадів, мм             | 89                        | 70                        | 106                       | 103                       | 108                       | 112                       | 134                       | 105                       | 112                       | 99                        | 93                        | 103                       | 1236                      |
| Вологість повітря, %         | 65.6                      | 62.1                      | 57.7                      | 57.4                      | 62.6                      | 66.8                      | 66.2                      | 69.0                      | 70.2                      | 69.0                      | 67.1                      | 67.0                      | 65.1                      |
| ---------------------------- | ------------------------- | ------------------------- | ------------------------- | ------------------------- | ------------------------- | ------------------------- | ------------------------- | ------------------------- | ------------------------- | ------------------------- | ------------------------- | ------------------------- | ------------------------- |
| Джерело: PRISM Climate Group |                           |                           |                           |                           |                           |                           |                           |                           |                           |                           |                           |                           |                           |

## Демографія
Згідно з переписом 2010 року, у селищі мешкали 17 304 особи в 6282 домогосподарствах у складі 4928 родин. Було 6551 помешкання
Расовий склад населення:
| - 86,7 % — білих - 8,9 % — азіатів - 2,1 % — чорних або афроамериканців - 0,1 % — корінних американців |

До двох чи більше рас належало 1,7 %. Частка іспаномовних становила 3,3 % від усіх жителів.
За віковим діапазоном населення розподілялося таким чином: 26,4 % — особи молодші 18 років, 59,4 % — особи у віці 18—64 років, 14,2 % — особи у віці 65 років та старші. Медіана віку мешканця становила 44,4 року. На 100 осіб жіночої статі у селищі припадало 96,7 чоловіків;  на 100 жінок у віці від 18 років та старших — 93,4 чоловіків також старших 18 років.
Середній дохід на одне домашнє господарство  становив 187 072 долари США (медіана — 141 003), а середній дохід на одну сім'ю — 208 836 доларів (медіана — 158 385). Медіана доходів становила 119 515 доларів для чоловіків та 78 333 долари для жінок. За межею бідності перебувало 1,9 % осіб, у тому числі 1,3 % дітей у віці до 18 років та 4,0 % осіб у віці 65 років та старших.
Цивільне працевлаштоване населення становило 9206 осіб. Основні галузі зайнятості: освіта, охорона здоров'я та соціальна допомога — 30,8 %, науковці, спеціалісти, менеджери — 14,2 %, фінанси, страхування та нерухомість — 10,8 %, виробництво — 8,3 %.